# La Junta (San Pablo)
Es una localidad ubicada en la ribera sur del Río Bueno, en la comuna de San Pablo y en la confluencia con el Río Rahue. 
Esta localidad se ha visto en ocasiones afectada por las crecidas del río.
Cerca de allí se encuentra la Escuela Rural San Florentino que atiende a los niños de Las Juntas, Trome y Los Juncos. 

## Accesibilidad y transporte
Se accede a ella por vía navegable en el Río Bueno y además por la Ruta U-22 que bordea la ribera oeste del río Rahue y se encuentra a 36,2 km de San Pablo.